# Cantone di Trévoux
Il Cantone di Trévoux è una divisione amministrativa dell'arrondissement di Bourg-en-Bresse con capoluogo Trévoux.
A seguito della riforma approvata con decreto del 13 febbraio 2014, che ha avuto attuazione dopo le elezioni dipartimentali del 2015, è passato da 6 a 12 comuni.

## Composizione
I 6 comuni facenti parte prima della riforma del 2014 erano:
- Beauregard
- Frans
- Jassans-Riottier
- Saint-Bernard
- Saint-Didier-de-Formans
- Trévoux

Dal 2015 i comuni appartenenti al cantone sono i seguenti 12:
- Beauregard
- Frans
- Jassans-Riottier
- Massieux
- Misérieux
- Parcieux
- Reyrieux
- Saint-Bernard
- Saint-Didier-de-Formans
- Sainte-Euphémie
- Toussieux
- Trévoux